# 萊頓 (肯塔基州)
萊頓（英語：Lytten）是位於美國肯塔基州埃利奧特縣的一個非建制地區。

## 地理
萊頓所處的海拔為高於海平面352米（即1155英呎），而該地所採用的時區為UTC-5，即北美東部時區（EST）。同時該地設有夏令時間，為UTC-5調快一小時，即UTC-4（EDT）。